# Carrodano
Carrodano (ligur nyelven Careu vagy Caròdan) település Olaszországban, Liguria régióban, La Spezia megyében. Lakosainak száma 473 fő (2023. január 1.). Carrodano Borghetto di Vara, Carro, Deiva Marina, Framura, Levanto és Sesta Godano községekkel határos.

## Népesség
A település népességének változása:
| Lakosok száma | 493  | 488  | 473  |
|               | 2017 | 2018 | 2023 |